# Chasselas (vi)

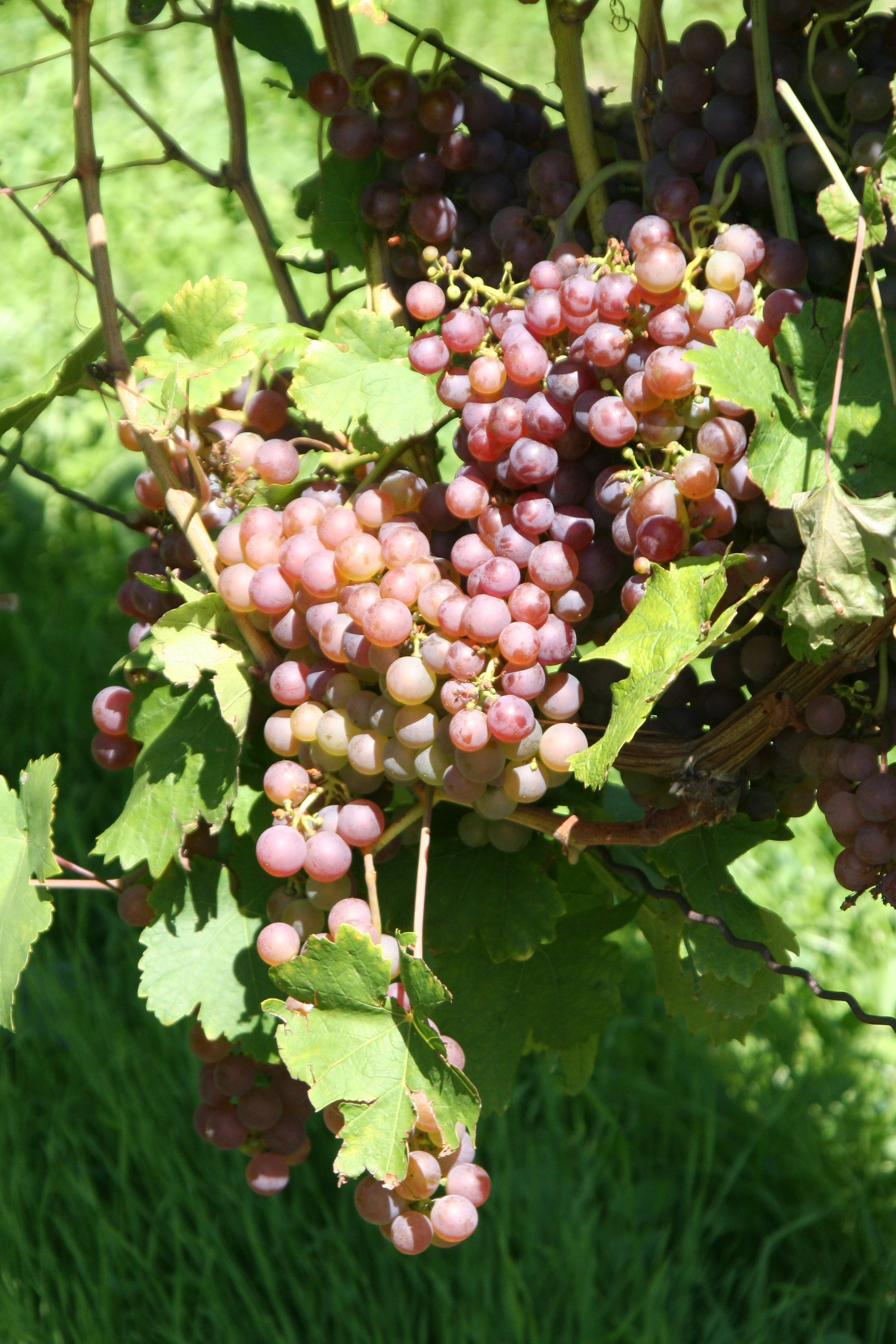
Varietat de color vermellós del Chasselas/Gutedel

El Chasselas o Chasselas blanc és una varietat de cep conreada principalment a Suïssa, França, Alemanya, Portugal, Hongria, Romania, Nova Zelanda i Xile. El Chasselas és majoritàriament vinificat per a esdevenir un vi blanc ple, sec i afruitat. És també emprat com a raïm de taula, conreat per a aquest consum a Turquia i Hongria.

## Història
Anàlisis genètiques del 2009 a un laboratori de la Universitat de Dieppe van mostrar que el Chasselas és una varietat de raïm originària de la Suïssa occidental. El seu nom fou esmentat per primer cop al segle xvi.
El 1940, el Chasselas fou empeltat amb Silvaner per a produir la varietat de raïm blanc Nobling.

## Regions de vi
El Chasselas és àmpliament conreat i consumit a Suïssa, on rep diversos noms sinònims regionals, el principal sent Fendant al cantó de Valais. És considerat un vi ideal per a raclet o fondue. El Chasselas és també conegut com a Perlan al districte de Mandement de Ginebra. El 2009, fou la segona varietat de raïm més plantada a Suïssa amb 4.013 hectàrees.
A Alemanya, amb 1.123 hectàrees, és gairebé exclusivament conreada a la regió de vi de Baden sota el nom de Gutedel.
A França és majoritàriament conreat a la Vall del Loira, on és barrejat amb Sauvignon blanc per a produir el vi Pouilly-sur-Loire. Productors californians i australians coneixen aquesta varietat sota els noms de Chasselas Doré i Golden Chasselas.

## Sinònims
El Chasselas és també conegut sota els sinònimsː Abelione, Abelone, Albilloidea, Alsacia blanca, Amber Chasselas, Amber Muscadine, Bar sur Aube, Bela Glera, Bela žlahtnina, Berezka Prostaya, Berioska Casla, Beyaz Gutedel, Biela Plemenika Praskava, Biela Plemincka Chrapka, Biela Plemincka Pruskawa, Blanchette, Blanquette, Bon blanc, Bordo, Bournet, Bournot, Ceasla, Charapka, Chasselas, Chasselas Angevin, Chasselas bianco, Chasselas Blanc Reial, Chasselas Blanchette, Chasselas Crognant, Chasselas Croquant, Chasselas de Bar-sur-Aube, Chasselas de Bordeaux, Chasselas de Florence, Chasselas de Fontainebleau, Chasselas de Jalabert, Chasselas de la Contrie, Chasselas de la Naby, Chasselas de Moissac, Chasselas de Montauban, Chasselas de Mornain, Chasselas de Pondichéry, Chasselas de Pontchartrain, Chasselas de Pouilly, Chasselas de Quercy, Chasselas de Rappelo, Chasselas de Tenerife, Chasselas de Teneriffe, Chasselas de Thomeri, Chasselas de Toulaud, Chasselas de Vaud, Chasselas di Fountanbleau, Chasselas di Thomery, Chasselas Dorada, Chasselas Dorato, Chasselas Dore, Chasselas Dore Hatif, Chasselas Dore Salomon, Chasselas du Doubs, Chasselas du Portugal, Chasselas du Roi, Chasselas du Serail, Chasselas du Thor, Chasselas Dugommier, Chasselas Dur, Chasselas Fendant, Chasselas Hatif de Tenerife, Chasselas Haute Selecció, Chasselas Jalabert, Chasselas Jaune Cire, Chasselas Piros, Chasselas Planta Droit, Chasselas Reina Victoria, Chasselas Reine Victoria, Chasselas Salsa, Chasselas Tokay Angevine, Chasselas Vert de la Cote, Chasselas White, Chasselat, Chrupka, Chrupka Biela, Chrupka Bila, Comú Muscadine, Danka Belaya, Dinka Belaya, Dinka blanche, Dobrorozne, Doppelte Spanische, Dorin, Doucet, Eau Douce blanche, Edelschoen, Edelwein, Edelweiss, Edelxeiss, Elsaesser, Elsasser Weiss, Fabian, Fabiantraube, Fábiánszőlő, Fehér Chasselas, Fehér Fábiánszőlő, Fehér gyöngyszőlő, Fehér ropogós, Fendant, Fendant blanc, Fendant Roux, Fendant vert, Florenci Jouana, Fondan Belyi, Franceset, Franceseta, Frauentraube, Gamet, Gelber Gutedel, Gemeiner Gutedel, Gentil blanc, Gentil vert, Daurat Bordeaux, Daurat Chasselas, Grossblaettrige Spanische, Grosse Spanische, més Brut Spaniger, Gruener Gutedel, Gutedel, Gutedel Weiss, Gutedel Weisser, Gyöngyszőlő, Junker, Koenigs Gutedel, Kracher, Krachgutedel, Krachmost, Lardot, Lourdot, Maisa, Marzemina bianca, Marzemina Niduca, Morlenche, Mornan blanc, Mornen, Mornen blanc, La majoria, La majoria de Rebe, Moster, Pariser Gutedel, Perlan, Pinzutella, Plamenka Belyi, Planta de Toulard, Planta de Toulaud, Plemenika Praskava, Plemenka, Plemenka Bela, Plemenka Rana, Pleminka Biela, Praskava, Pruscava Biela, Reina Victoria, Reina Victoria White, Pansa D'officier, Ranka, Rebe Herrn Fuchses, Reben Herm Fuchs, Reben Herrn, Rheinrebe, Rosmarinentraube, Rosmarintraube, Reial Muscadine, Sasla, Sasla Bela, Schoenedel, Shasla Belaya, Shasla Dore, Shasla Lechebnaya, Shasla Viktoria, Silberling, Silberweiss, Silberweissling, Silberwissling, Strapak, Suessling, Suesstraube, Sweetwater, Sweetwater White, Temprano, Temprano blanco, Terravin, Tribi Vognoble, Tribiano Tedesco, Ugne, Uslechtile Bile, Valais blanc, Viala, Viviser, Waelsche, Waelscher, Weisser Gutedel, Weisser Krachgutedel, White Chasselas, White Muscadine, White Sweetwater, White Van der Laan, Žlahtina, Žlahtnina, Žlahtnina bijela, Zlatina, i Župljanka.